# Megamyrmaekion caudatum
Megamyrmaekion caudatum är en spindelart som beskrevs av Karl Friedrich Wider 1834. Megamyrmaekion caudatum ingår i släktet Megamyrmaekion och familjen plattbuksspindlar. Inga underarter finns listade i Catalogue of Life.